# Жульмин, Григорий Васильевич
Григо́рий Васи́льевич Жульмин (3 марта 1923 — 11 апреля 1969) — полный кавалер Ордена Славы, участник Великой Отечественной войны, командир отделения взвода пешей разведки 172-го гвардейского стрелкового полка, гвардии сержант.

## Биография
Григорий Васильевич Жульмин родился 3 марта 1923 года в городе Черногорск Красноярского края в семье в семье рабочего. Хакас. Окончил 6 классов в 1938 году. До службы в армии работал электрослесарем на шахте. В РККА — с октября 1941 года. На фронте — с января 1942 года.
Разведчик 172-го гвардейского стрелкового полка (57-я гвардейская стрелковая дивизия, 8-я гвардейская армия, 3-й Украинский фронт), гвардии рядовой Г.В. Жульмин, с тремя бойцами 17 апреля 1944 года, у села Ингулка (Баштанский район Николаевской области, Украина), находясь в тылу врага, напал на вражеский конвой, ведший на расстрел 12 жителей села, обезоружил его и взял в плен несколько солдат противника. 18 марта 1944 года, у села Новоматвеевка Г.В. Жульмин, вместе с бойцами пленил 6 солдат противника, в селе Кандыбино (Новоодесский район Николаевской области), в составе группы разведчиков захватил в плен свыше 10 гитлеровцев. 28 марта 1944 года награждён Орденом Славы 3-й степени (№ 44771).
Командир отделения взвода пешей разведки Г.В. Жульмин в боях с 10 по 13 мая 1944 года, у села Войново (Страшенский район, Молдавия), при отражении атак противника, сразил свыше 10 солдат противника. В ночь на 12 мая 1944 года, ведя разведку переднего края вражеской обороны, подвергся нападению неприятеля. Командуя отделением, Г.В. Жудьмин отразил атаку. 12 июня 1944 года награждён Орденом Славы 2-й степени (№ 2502).
1 августа 1944 года, в составе группы разведчиков, Г.В. Жульмин форсировал реку Висла близ населённого пункта Пшевуз (Польша) и под артиллерийским и миномётным огнём доставил командованию разведывательные сведения о противнике. В ночь на 8 августа 1944 года переправился через реку Радомка и в траншее захватил вражеского солдата, давшего ценные данные о системе обороны противника. 24 марта 1945 года награждён Орденом Славы 1-й степени (№ 58).
В сентябре 1946 года гвардии сержант Г.В. Жульмин демобилизован. Жил в родном городе, работал машинистом на шахте. Умер 11 апреля 1969 года.

## Награды
- Орден Славы I степени  (№58). Указ Президиума Верховного Совета СССР от 24 марта 1945 года.
- Орден Славы II степени ( №2502). Приказ Военного совета 8 гвардейской армии № 236/н от 12 июня 1944 года.
- Орден Славы III степени № 44771). Приказ командира 57 гвардейской стрелковой дивизии № 051 от 28 марта 1944 года.
- Медаль «За победу над Германией в Великой Отечественной войне 1941—1945 гг.». Указ Президиума Верховного Совета СССР от 9 мая 1945 года.
- Медаль «За взятие Берлина».Указ Президиума Верховного Совета СССР от 9 июня 1945 года.
- Другие медали СССР.